# Yūki Hamamoto
Yūki Hamamoto (濱本裕基?, Hamamoto Yūki; Yamaguchi, 4 settembre 1985) è un pilota motociclistico giapponese.

## Carriera
La carriera di Hamamoto si è svolta principalmente nel campionato giapponese dove ha ottenuto come migliori piazzamenti in classifica il quarto posto con 66 punti nel 2005 in 125 ed il quinto con 63.5 punti nel 2007 in 250.
Per quanto riguarda le competizioni del motomondiale ha registrato due presenze in Gran Premi, entrambe in qualità di wild card, nel GP del Giappone.
La prima partecipazione è avvenuta nella classe 125 nell'edizione del 2005, la seconda in classe 250 nel 2007. In entrambi i casi ha portato a termine la gara ma senza conquistare punti validi per la classifica iridata.

## Risultati nel motomondiale
| 2005 | Classe | Moto  |  |  |  |  |  |  |  |    |  |  |  |    |  |  |  |  |  |  | Punti | Pos. |
| ---- | ------ | ----- |  |  |  |  |  |  |  | -- |  |  |  | -- |  |  |  |  |  |  | ----- | ---- |
| 2005 | 125    | Honda |  |  |  |  |  |  |  | NE |  |  |  | 24 |  |  |  |  |  |  | 0     |      |

| 2007 | Classe | Moto   |  |  |  |  |  |  |  |  |  |  |    |  |  |  |    |  |  |  | Punti | Pos. |
| ---- | ------ | ------ |  |  |  |  |  |  |  |  |  |  | -- |  |  |  | -- |  |  |  | ----- | ---- |
| 2007 | 250    | Yamaha |  |  |  |  |  |  |  |  |  |  | NE |  |  |  | 20 |  |  |  | 0     |      |

| Legenda | 1º posto        | 2º posto            | 3º posto            | A punti      | Senza punti        | Grassetto – Pole position Corsivo – Giro più veloce |
| Legenda | Gara non valida | Non qual./Non part. | Ritirato/Non class. | Squalificato | '-' Dato non disp. | Grassetto – Pole position Corsivo – Giro più veloce |